# Вараксино (Новосибирская область)
Вара́ксино — село в Кыштовском районе Новосибирской области. Административный центр Вараксинского сельсовета.

## География
Площадь села — 70 гектаров.

## Население
| 2002 | 2007 | 2010 |
| ---- | ---- | ---- |
| 315  | ↘253 | ↘197 |

## Инфраструктура
В селе по данным на 2007 год функционируют 1 учреждение здравоохранения и 1 учреждение образования.